# Penthetria lugens
Plecia lugens, Protomyia lugens
Espèce
Synonymes
- †Plecia lugens Oustalet, 1870
- †Protomyia lugens Oustalet, 1870

Penthetria lugens est une espèce fossile d'insectes diptères de la famille des Bibionidae dites aussi « mouches de Saint-Marc » ou « mouches noires ».

## Classification

### Description initiale
En 1870, l'espèce Protomyia lugens est décrite par l'entomologiste français Émile Oustalet (1844-1905),.

### Renommage
En 1937 le paléontologue français Nicolas Théobald (1903-1981) ajoute des échantillons et renomme Protomyia lugens en Plecia lugens .
En 1994 l'entomologiste américain Neal Luit Evenhuis (1952-) renomme l'espèce Plecia lugens (ou Protomyia lugens) en Penthetria lugens.

### Citations
En 2017 John Skartveit et André Nel confirment Penthetria lugens,. 
En 2021 John Skartveit et Sonja Wedmann citent Penthetria lugens,.

### Fossiles
Selon Paleobiology Database en 2023, six collections de l'Oligocène d'une seule occurrence chacune sont référencées dont une en Allemagne et cinq en France, 
La première collection holotype du Rupélien de 1870 vient de Corent dans le Puy-de-Dôme en Auvergne et l'holotype est conservée au muséum national d'histoire naturelle de Paris,.
La collection d'Allemagne vient de Kleinkembs, de la collection Mieg (échant. R1008, 872, 1015, 513 + 504, 585 (?), 634 (?),834 (?) conservée au muséum d'histoire naturelle de Bâle, et est décrite par Nicolas Théobald en 1937, ainsi que les échantillons de la collection de l'institut géologique de Lyon et de l'institut géologique de Montpellier venant du gypse d'Aix-en-Provence dans les Bouches-du-Rhône. Les échantillons de la collection Goret, venant de Céreste dans les Alpes-de-Haute-Provence, sont conservés au MNHNP,.

### Étymologie
L'épithète spécifique reprend le latin lugens, « deuil ».

## Description

### Caractères
Diagnose de Nicolas Théobald en 1937, : 

« Tête et thorax noirs, abdomen brun, ailes jaunâtres. Tête arrondie, deux gros yeux sur les côtés, antenne cordiforme, neuf articles courts, visibles sur R1008. Thorax de forme ovale, plus large que la tête, dépression en « U » bien marquée. Abdomen de forme ovale, allongé, plus large que le thorax, segments finement velus, le dernier porte deux appendices génitaux. Pattes assez bien conservées, velues, tibias II et III avec un éperon apical. Balanciers avec tige longue, massue sphérique. Ailes dépassant longuement l'abdomen, nervation de Plecia, bifurcation de Rs bien visible. ».

### Dimensions
La longueur du corps est de 9,75 mm ; la longueur de la tête est de 1 mm et la largeur est de 9,75 mm ; la longueur du thorax est de 2,25 mm et la largeur est de 1,75 mm ; la longueur de l'abdomen est de 6,5 mm et la largeur est de 2,25 mm ; l'aile a une longueur de 9 mm.

### Affinités
« Cette espèce est représentée par sept échantillons. Elle semble identique à P. lugens Oustalet de Corent. ».

## Galerie
- Espèces sœurs vivantes du genre Penthetria.
- Penthetria funebris.
- Penthetria funebris.
- Penthetria funebris - webm : 2 min 33 s.
- Penthetria heteroptera.
- Penthetria heteroptera.

- Espèces vivantes du genre Plecia.
- Plecia heteroptera.
- Plecia imperialis.
- Plecia nearctica.
- Plecia nearctica.
- Plecia ruficollis.
- Plecia ruficollis.

### Articles
1. [2017] (en) John Skartveit et André Nel, « Revision of fossil Bibionidae (Insecta: Diptera) from French Oligocene deposits », Zootaxa, Magnolia Press (d), vol. 4225, no 1,‎ 23 janvier 2017, p. 1–83 (ISSN 1175-5334 et 1175-5326, OCLC 49030618, PMID 28187637, DOI 10.11646/ZOOTAXA.4225.1.1). .
2. [2021] (en) John Skartveit et Sonja Wedmann, « A Revision of fossil Bibionidae (Insecta: Diptera) from the Oligocene of Germany », Zootaxa, Magnolia Press (d), vol. 4909, no 1,‎ 19 janvier 2021, p. 1–77 (ISSN 1175-5334 et 1175-5326, OCLC 49030618, DOI 10.11646/ZOOTAXA.4909.1.1).
3. [1937] Nicolas Théobald, « Les insectes fossiles des terrains oligocènes de France 473 p., 17 fig., 7 cartes,13 tables, 29 planches hors texte », Bulletin Mensuel de la Société des Sciences de Nancy et Mémoires de la Société des sciences de Nancy, Imprimerie G. Thomas,‎ 1937, p. 1-473 (ISSN 1155-1119 et 2263-6439, OCLC 786027547). .
4. [1856] (de) Oswald Heer, « Ueber die fossilen Insekten von Aix in der Provence », Vierteljahrsschrift der Naturforschenden Gesellschaft in Zürich, vol. 1,‎ 1856, p. 1-40 (ISSN 0042-5672). .
5. [1994] (en) Neal Luit Evenhuis, Catalogue of the Fossil Flies of the World (Insecta: Diptera), 1994, 1-600 p.
6. [1891] (de) Bruno Förster, « Die Insekten der "Plattigen Steinmergels" von Brunstatt », Abhandlungen zur Geologischen Specialkarte von Elsass-Lothringen, vol. Band 3 1,‎ 1891, p. 335-593.
7. [1928] (hu + de + fr + la + en + it) Alexander Pongrácz, « Die fossilen Insekten von Ungarn, mit besonderer Berücksichtigung der Entwicklung der europäischen Insekten-Fauna », Annales Historico-Naturales Musei Nationalis Hungarici, Budapest, Musée national hongrois, vol. 25,‎ 1928, p. 91-194 (ISSN 0521-4726, 0521-4726 et 2786-1368, lire en ligne).

### Publication originale
- [1870] Émile Oustalet, « Recherches sur les insectes fossiles des terrains Tertiaires de la France, première partie, insectes fossiles de l'Auvergne, 381 pages, I-VI planches, Annales des sciences géologiques », Thèses présentées à la Faculté des Sciences de Paris : pour obtenir le grade de docteur ès sciences naturelles., Paris, Victor Masson et fils, vol. II, no Série A n°15 n° d'ordre 356,‎ 1870 (lire en ligne). .